# Estrecho de Dmitri Láptev
El estrecho de Dmitri Láptev (en ruso: Пролив Дмитрия Лаптева), a veces simplemente estrecho Láptev, es un estrecho marino situado en las costas siberianas del Ártico, pasaje que separa las aguas del mar de Láptev, al oeste, de las del mar de Siberia Oriental, al este.
Administrativamente, toda la zona pertenece a la república de Sajá (Yakutia) de la Federación de Rusia.
Lleva su nombre en honor del explorador ruso del ártico, Dmitri Láptev (1701- 62), uno de los exploradores de las islas de Nueva Siberia.

## Geografía
El estrecho de Láptev, de unos 155 km de longitud y 60 km de anchura, separa la parte continental de Siberia, al sur, de la isla Gran Liájovski, de las islas de Liájov, al norte.
El mar de Láptev y el mar de Siberia Oriental están también conectados por otro estrecho, el estrecho de Sánnikov, localizado más al norte, entre la  isla Kotelny, al norte, y la isla Pequeña Liájovski, al sur.